# Eochaid Faebar Glas
Eochaid Faebar Glas (fl. XV-XII secolo a.C.) figlio di Conmáel, figlio di Enboth, figlio di Tigernmas, fu, secondo la leggenda e la tradizione storica irlandese medievale, re supremo d'Irlanda.
Secondo il Lebor Gabála Érenn, Goffredo Keating e gli Annali dei Quattro Maestri, prese il potere dopo aver ucciso nella battaglia di Dún Cermna (Downmacpatrick nel Kinsale, contea di Cork) il re supremo Cermna Finn, mentre il fratello e collega al potere di Cermna, Sobairce, fu ucciso da Eochaid Menn dei Fomoriani. Regnò per 20 anni prima di essere ucciso dal figlio di Smirgoll, Fiacha Labrainne, nella battaglia di Carman. Il Lebor Gabála sincronizza il suo regno a quello di Piritiade in Assiria. La cronologia di Goffredo Keating pone il suo regno dal 1115 al 1095 a.C., mentre gli Annali dei Quattro Maestri dal 1493 al 1473 a.C..